# 스즈키 이사오
스즈키 이사오(일본어: 鈴木勲, 1933년 1월 2일~2022년 3월 8일)는 일본의 재즈 베이스 연주자이다.
도쿄도에서 태어나 릿쿄 대학을 다녔다. 일본에 방문한 루이 암스트롱 올스타즈의 공연을 듣고 베이스 연주자 밀트 힌튼의 연주에 감동을 받았다. 1956년 미군 부대에서 연주를 시작하여 마쓰모토 히데히코 쿼텟, 와타나베 사다오 그룹 등에서 활동했다. 1970년 일본을 방문한 아트 블래키에게 발탁되어 미국으로 건너가 재즈 메신저즈에서 활동하였다. 일본으로 돌아가서는 여러 음악가들과 공연하며 후진 양성에도 힘썼다.
2022년 3월 8일 코로나19에 의한 폐렴으로 가와사키시의 병원에서 사망하였다.